# Comuna Hodakî, Bar
Hodakî (în ucraineană Ходаки) este o comună în raionul Bar, regiunea Vinnița, Ucraina, formată din satele Hodakî (reședința), Cereșneve și Brîhîdivka.

## Demografie
Componența lingvistică a satului Hodakî
     Ucraineană (98,75%)
     Rusă (1,11%)
Conform recensământului din 2001, majoritatea populației satului Hodakî era vorbitoare de ucraineană (98,75%), existând în minoritate și vorbitori de rusă (1,11%).